# Форт-Вайт (Флорида)
Форт-Вайт (англ. Fort White) — місто (англ. town) в США, в окрузі Колумбія штату Флорида. Населення — 618 осіб (2020).

## Географія
Форт-Вайт розташований за координатами 29°55′21″ пн. ш. 82°42′49″ зх. д. / 29.92250° пн. ш. 82.71361° зх. д. (29.922408, -82.713555).  За даними Бюро перепису населення США в 2010 році місто мало площу 6,21 км², уся площа — суходіл.

## Демографія
Згідно з переписом 2010 року, у місті мешкало 567 осіб у 207 домогосподарствах у складі 145 родин. Густота населення становила 91 особа/км².  Було 260 помешкань (42/км²).
Расовий склад населення:
| - 63,0 % — білих - 30,3 % — чорних або афроамериканців - 0,7 % — корінних американців - 0,5 % — азіатів - 2,8 % — осіб інших рас |

До двох чи більше рас належало 2,6 %. Частка іспаномовних становила 7,4 % від усіх жителів.
За віковим діапазоном населення розподілялося таким чином: 27,2 % — особи молодші 18 років, 58,3 % — особи у віці 18—64 років, 14,5 % — особи у віці 65 років та старші. Медіана віку мешканця становила 35,3 року. На 100 осіб жіночої статі у місті припадало 94,2 чоловіків;  на 100 жінок у віці від 18 років та старших — 94,8 чоловіків також старших 18 років.
Середній дохід на одне домашнє господарство  становив 58 798 доларів США (медіана — 51 210), а середній дохід на одну сім'ю — 64 921 долар (медіана — 52 356). За межею бідності перебувало 15,8 % осіб, у тому числі 28,3 % дітей у віці до 18 років та 3,3 % осіб у віці 65 років та старших.
Цивільне працевлаштоване населення становило 232 особи. Основні галузі зайнятості: освіта, охорона здоров'я та соціальна допомога — 35,3 %, роздрібна торгівля — 16,8 %, транспорт — 14,2 %.